# Усач Бинерта
Усач Бинерта (лат. Prionus bienerti) — вид жуков из семейства усачей (Cerambycidae). Видовое название дано в честь Теофила Бинерта (Theophil Bienert; 1833—1873) — балтийского немецкого фармацевта, ботаника и энтомолога.

## Общая характеристика
Длина тела самцов 26—40 мм, самок 30—45 мм (до вершины брюшка, выступающего из-под надкрылий, но без учёта длины яйцеклада). Тело и надкрылья тёмно-коричневые, но иногда жёлто-оранжевые. Усики несколько светлее всего тела. Они у самцов 27—31-члениковые, у самок 20—25-члениковые. Членики усиков самца, начиная с четвёртого имеют широкие ложковидные выросты, которые образуют вместе плотную булаву. У самцов и самок усики далеко заходят за середину надкрылий. У самок усики пильчатые, их членики воронковидные.

## Ареал
Распространён в предгорьях и долинах Северного Ирана и Копетдага (юго-запад Туркмении). Жуки встречаются в горах и предгорьях с обильной кустарниковой растительностью.
Вид распространен на всем протяжении хребта Копетдаг. Преобладающая часть ареала  вида находиться в северном Иране: Астрабадская провинция, северная часть Хорасанской провинции, Мазандаран, Горган и иранская часть Копетдага, горная часть района Чалус.

## Биология
Биология вида почти не изучена. Лёт жуков длится 10-14 дней в конце июля. Самки ползают по земле, а самцы активно разыскивают их и дерутся с соперниками за них. Активны обычно с 18 до 22 часов дня. Иногда отмечается массовый лет жуков. По свидетельству одного из сотрудников Сюнт-Хасардагского заповедника из поселка Пархай, он собирал прилетающих на свет во двор самцов этого вида вёдрами для кормления кур. Личинка развивается за счет подземных частей растений.